# Курицын, Анатолий Петрович
Анатолий Петрович Курицын (24 марта 1929 — 1 ноября 1993) — советский художник-постановщик мультипликационных фильмов. Член Союза кинематографистов России. Член АСИФА.

## Биография
Анатолий Петрович Курицын родился 24 марта 1929 года.
В 1949 году окончил Свердловское художественное училище и Всесоюзный государственный институт кинематографии (1955).
С 1955-1987 гработал художником-постановщиком на киностудии «Союзмультфильм».
С 1958 года работал на кукольных фильмах. Эпизодически сотрудничал также со студиями «Волгоградтелефильм» и «Куйбышевтелефильм». Поставил как режиссёр несколько рекламных роликов. Член Союза кинематографистов России. Член АСИФА.
Умер 1 ноября 1993 года.

## Фильмография
- 1956 «Двенадцать месяцев»
- 1957 «Песня о дружбе»
- 1958 «Петя и волк»
- 1959 «Легенда о завещании мавра»
- 1960 «Секрет воспитания»
- 1961 «Три пингвина»
- 1963 «Внимание! В городе волшебник!»
- 1964 «Левша»
- 1965 «Добрыня Никитич»
- 1966 «Тимошкина ёлка»
- 1967 «Как стать большим»
- 1967 «Молоко» (по заказу Росторгрекламы)[1]
- 1967 «Мороженое» (по заказу Росторгрекламы)[1]
- 1968 «Океаническая рыба» (по заказу Росторгрекламы)[1]
- 1968 «Козлёнок, который считал до десяти»
- 1969 «Обогнал…»
- 1969 «Сказка про Колобок»
- 1970 «Сладкая сказка»
- 1970 «Приходите к нам работать» (по заказу Росторгрекламы)[2]
- 1971 «Как ослик счастье искал»
- 1971 «Эластичные чулки» (по заказу Росторгрекламы)[3]
- 1972 «Новогодняя сказка»
- 1973 «Волшебные фонарики»
- 1973 «Пенолатексные игрушки» (по заказу Союзторгрекламы)[2]
- 1974 «Карусельный лев»
- 1974 «Ослик-огородник»
- 1975 «В гостях у гномов»
- 1975 «Про паучка, с которым никто не дружил»
- 1976 «Как дед великое равновесие нарушил»
- 1976 «Утренняя песенка» (совм. с Борисом Пичугиным)
- 1976 «Заяц, Скрип и скрипка» (совм. с Юрием Воскобойниковым)
- 1976 «Сказка дедушки Ай-По»
- 1976 «Раздобыл заяц магнитофон» (совм. с В. Казаковым)
- 1978 «Вагончик»
- 1978 «Солнечный зайчик»
- 1979 «Домашний цирк»
- 1979 «Жёлтый слон»
- 1980 «Шарик-фонарик»
- 1981 «Поросёнок в колючей шубке»
- 1981 «Находчивый лягушонок»
- 1983 «Хвастливый мышонок»
- 1984 «Как щенок учился плавать»
- 1984 «Не хочу и не буду!»
- 1985 «38 попугаев. Великое закрытие»
- 1985 «Слонёнок заболел»
- 1986 «Ценная бандероль»
- 1987 «Про верблюжонка»